# Ecliptopera albolineata
Ecliptopera albolineata là một loài bướm đêm trong họ Geometridae.